# Цитомегаловирус человека
Цитомегаловирус (человека), или герпесвирус человека тип 5 (ГВЧ-5, англ. Human betaherpesvirus 5, ранее Human herpesvirus 5) — вид герпесвирусов, принадлежащих к роду цитомегаловирус (Cytomegalovirus), способных инфицировать человека наряду с другими видами герпеса человека, такими как HSV-1, HSV-2 и вирус Эпштейна — Барр. Вирус был открыт в 1956 году, в 1979 году зарегистрирован в Международном комитете по таксономии вирусов (ICTV), в 2016 году сменил научное название, как и все герпесвирусы.
Является возбудителем цитомегаловирусной инфекции человека. Представляет опасность только для отдельных категорий людей с подавленной или несформированной системой иммунитета, обычно вирусу характерна пожизненная персистенция.
В настоящее время известно три штамма цитомегаловируса человека. Развитие вируса происходит в фибробластах человека. Поражённые клетки приобретают гигантские размеры, накапливая скопления частиц возбудителя. Процесс репликации вируса идёт в лейкоцитах, завершается образованием дочерних вирусных частиц, которые, выходя из поражённой клетки, воздействуют на рецепторы ближайших клеток и атакуют их.

## Вирусология

### Морфология
Цитомегаловирус — это обернутый вирус с аморфным тегументом, сферическим и многосоставным капсидом, образованным 162 капсомерами. В среднем он имеет 150-200 Нм, гликопротеиновые комплексы входят в состав мембранной оболочки.

### Геном
Геном — несегментированный, линейный в обычном состоянии, цепочка ДНК длиной 200 кб, содержащий окончания и внутренние повторяющиеся последовательности.

### Экспрессия генов
Каждый вирусный транскрипт, в основном один белок, содержит промоторную/нормативную последовательность, TATA box, руководитель последовательности 30-300 bp (неизменённая) на 5' конце, завершающий символ незаменённой последовательность 10-30 bp на 3' конце и поли -, И сигнал. Многие гены перекрываются, вирус содержит только несколько отдельных. Некоторые ORF противоречат друг другу, некоторые из них могут быть транскрибированы из нескольких промоторную, а некоторые гены не кодируются.

### Жизненный цикл
Репликация происходит в ядре. Он может проходить открытый или скрытый путь.

#### Открытый путь
1. Вирус связывается с рецепторами хозяина.
2. Мембрана вируса сливается с мембраной клетки и запускает так вирусные ядра и сегментарных белков в цитоплазму.
3. Капсид транспортируется к ядерной поре, где в ДНК попадает внутрь.
4. Выражаются непосредственные гены, которые инициируют экспрессию ранних генов.
5. С помощью принимающих, таких как II транскрипция ранняя вирусная МРНК, которая переносится в цитоплазму и в соответствии с ней транслируют ранние белки.
6. Ранние белки участвуют в репликации ДНК, поэтому они переносятся обратно в ядро.
7. Синтез большого количества в ДНК с помощью вирусной ДНК зависимой ДНК полимеразы.
8. С помощью принимающей, таких как II transkribována конце вирусной мрнк, которая переносится в цитоплазму и в соответствии с ней транслируются конечные белки.
9. Поздние белки являются структурными компонентами вирусного ядра и таким образом переносятся обратно в ядро.
10. Выпирание ядерной мембраной, которая пополнилась герпетическими гликопротеинами через Голджио аппарат и, наконец, они выпускаются через плазматическую мембрану.
11. При открытом пути вирус предпочитает эпителиальные слизистые клетки.

#### Скрытый путь
Репликация вируса находится в тандеме с репликацией клетки-хозяина.

## Эпидемиология

### Распространение
Цитомегаловирус человека распространён по всему миру. В человеческой популяции находится преимущественно в латентной фазе. По некоторым оценкам, вирусом заражено 50—80 % населения. В подавляющем большинстве случаев вирус остаётся в организме, не вызывая никаких видимых проявлений.
Вирус передаётся через выделения организма (слюну, мочу, сперму, кровь), имеет тенденцию заражать без симптомов и поэтому легко распространяется. Однако во внешней среде под воздействием температуры и других факторов быстро теряет свою вирулентность. Под воздействием 20 % раствора этилового спирта вирус полностью инактивируется. В организме человека, заражённого вирусом, вырабатываются антитела, которые сохраняются на протяжении всей жизни.
Подозрения на ЦМВ (цитомегаловирус) рассматриваются только после положительного нахождения мононуклеоза, при котором антитела к вирусу Эпштейна-Барра или гепатита[уточнить] не обнаружены. Для выявления этих специфических антител используется техника ELISA (Иммуноферментный анализ) , но в случае ЦМВ она сложна и может обозначать индивида как ложноположительного.

### Опасность
Инфекция представляет опасность для детей, которым она передалась от матери в ходе беременности. У них проявляется общая инфекция, сопровождающаяся увеличением печени и селезёнки и желтухой, что может привести к летальному исходу. Существуют методы лечения, которые эту возможность исключают, но 80-90 % детей страдают от осложнений, таких как глухота, нарушения зрения и умственная отсталость.
Эти риски, однако, относятся только к женщинам, которые заразились цитомегаловирусом  во время беременности, и даже в этом случае риск передачи равен примерно 33 %, причем у этих 33 % перечисленные осложнения появляются только в 10-15 % случаях (3,3–5 % от общего числа детей). У женщин, инфицированных как минимум за 6 месяцев до беременности, риск передачи составляет 1 %. 
У лиц с иммунной недостаточностью ЦМВ проявляется в гораздо более агрессивной форме, которая может привести к печеночной недостаточности. Пациенты, которые не инфицированы вирусом, должны превентивно проходить лечение препаратом валганцикловир (возможно, ганцикловир).